# Myrmeleon (Myrmeleon) capito
Myrmeleon (Myrmeleon) capito is een insect uit de familie van de mierenleeuwen (Myrmeleontidae), die tot de orde netvleugeligen (Neuroptera) behoort. 
Myrmeleon (Myrmeleon) capito is voor het eerst wetenschappelijk beschreven door Navás in 1912.